# Paullinia clathrata
Paullinia clathrata är en kinesträdsväxtart som beskrevs av L. Radlk.. Paullinia clathrata ingår i släktet Paullinia och familjen kinesträdsväxter. Inga underarter finns listade i Catalogue of Life.